# Rhododendron tanastylum
Rhododendron tanastylum är en ljungväxtart som beskrevs av Isaac Bayley Balfour och Kingdon-Ward. Rhododendron tanastylum ingår i släktet rododendron, och familjen ljungväxter. Utöver nominatformen finns också underarten R. t. lingzhiense.